# Quill/Boven National Park
Der Quill/Boven National Park ist ein Nationalpark auf der Insel Sint Eustatius, einer der zu den Niederlanden gehörenden Besonderen Gemeinden in der Karibik.
Der 1998 als erster Nationalpark der Niederländischen Antillen eingerichtete Park besteht aus zwei Teilen. Der südliche Teil (Quill National Park) erstreckt sich rund um den Vulkan The Quill und die Kalksteinformation White Wall, der nördliche Teil (Boven National Park bzw. Boven sub-sector) umfasst die durch Vulkanismus und Erosion entstandenen Hügel Boven, Venus, Gilboa Hill, Signal Hill und Bergje.

## Verwaltung
Die Inselregierung hat der NGO St Eustatius National Parks Foundation (STENAPA) die Verwaltung übertragen. Diese verwaltet auch den Sint Eustatius National Marine Park und den Miriam C. Schmidt Botanical Garden.

## Südlicher Teil
Der südliche Teil (Quill National Park) hat eine Fläche von 3,4 km². Der schlafende Vulkan The Quill hat eine Höhe von etwa 600 Metern. Die Hänge des Vulkans sind stark bewaldet. In größeren Mengen findet man hier u. a. die Casha = Süße Akazie, die Weißkopfmimose, den Zimtapfel, den Kapokbaum und den Weißgummibaum (Bursera simaruba), verschiedene Arten der Familien Kakteengewächse und Kaperngewächse, einige Lianen und Epiphyten.
Im Krater und am Kraterrand findet man neben dem Kapokbaum u. a. die Gelbe Mombinpflaume, den Weißgummibaum, Mammiapfel, den Ameisenbaum Cecropia schreberiana, den Kakaobaum, Arten aus der Gattung Begonien und aus der Familie der Bromeliengewächse.

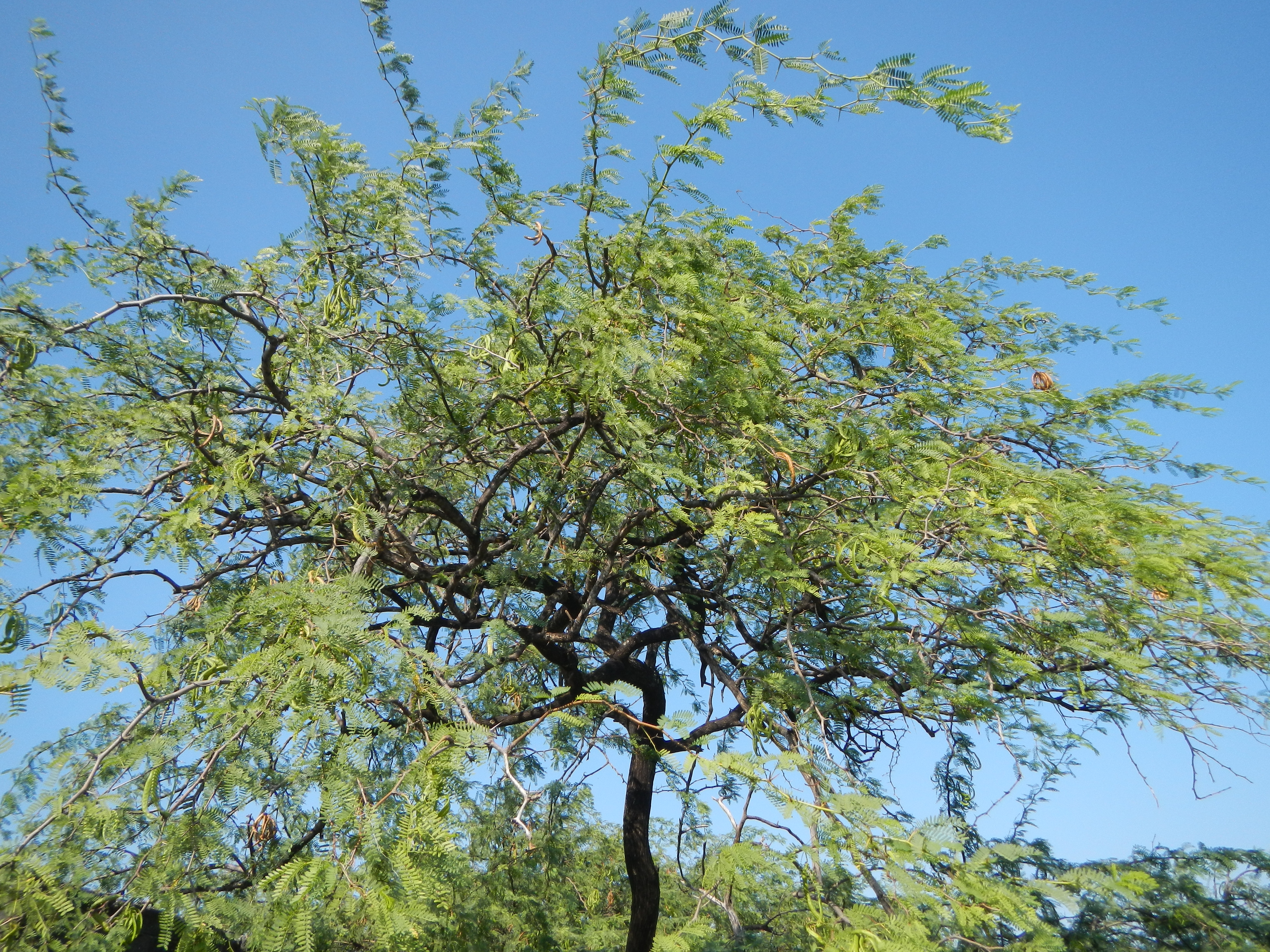
Süße Akazie
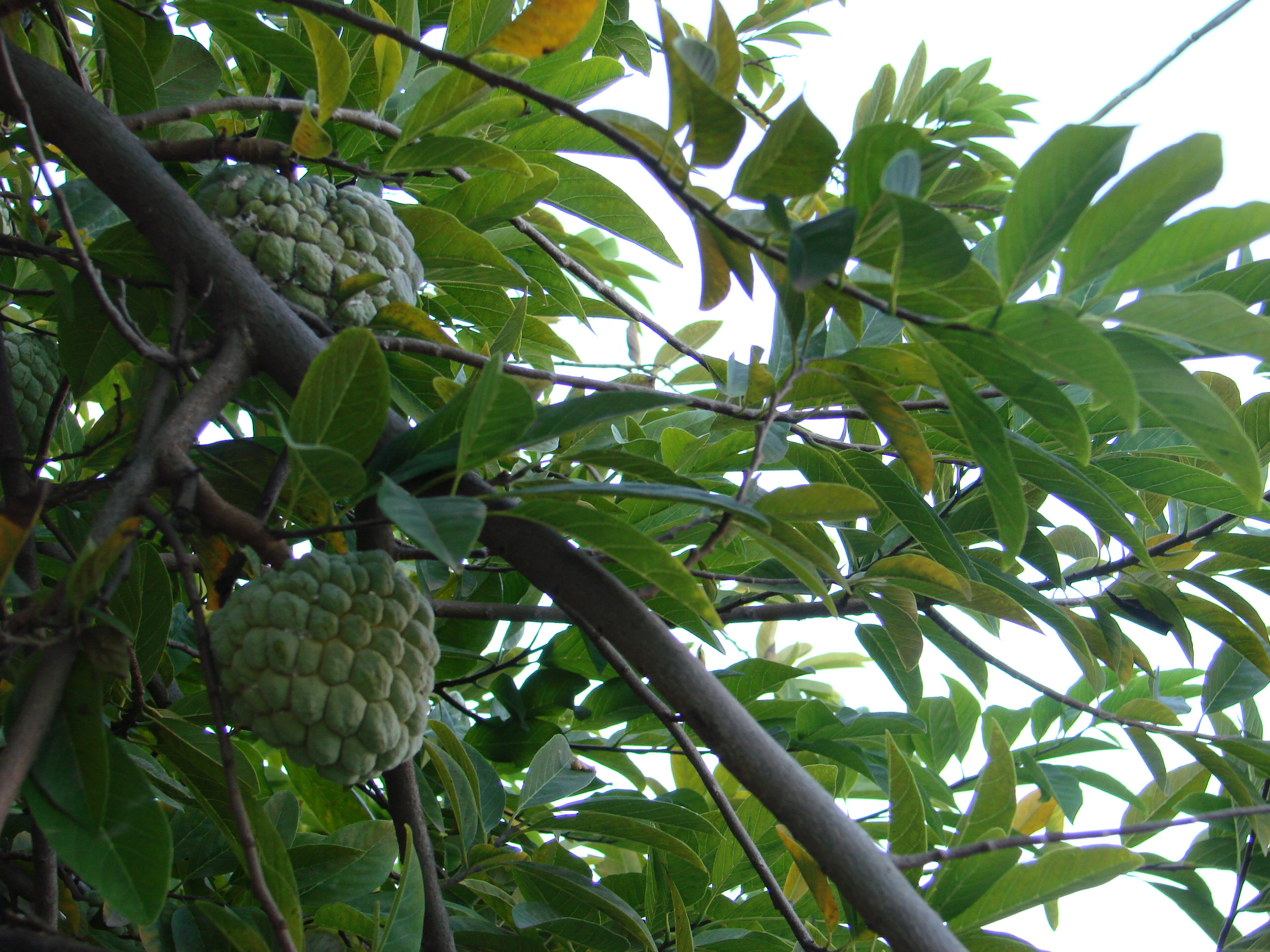
Zimtapfel
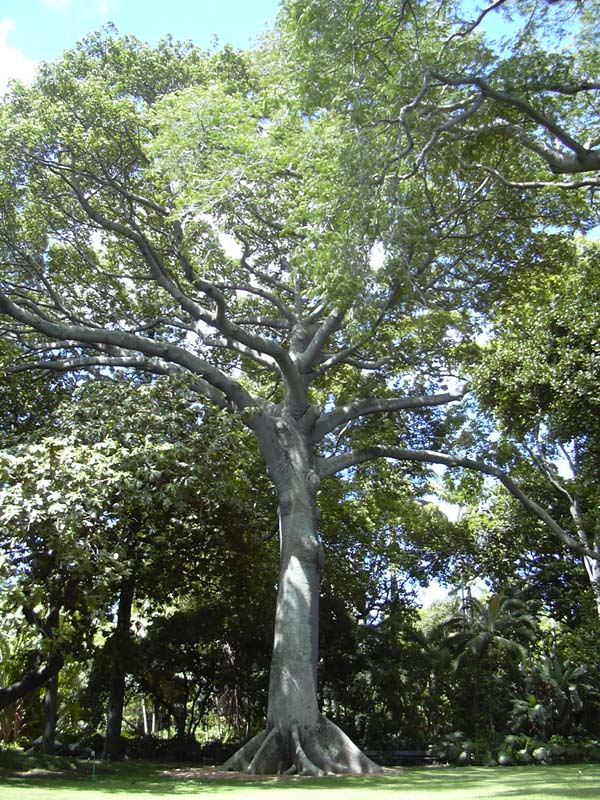
Kapokbaum
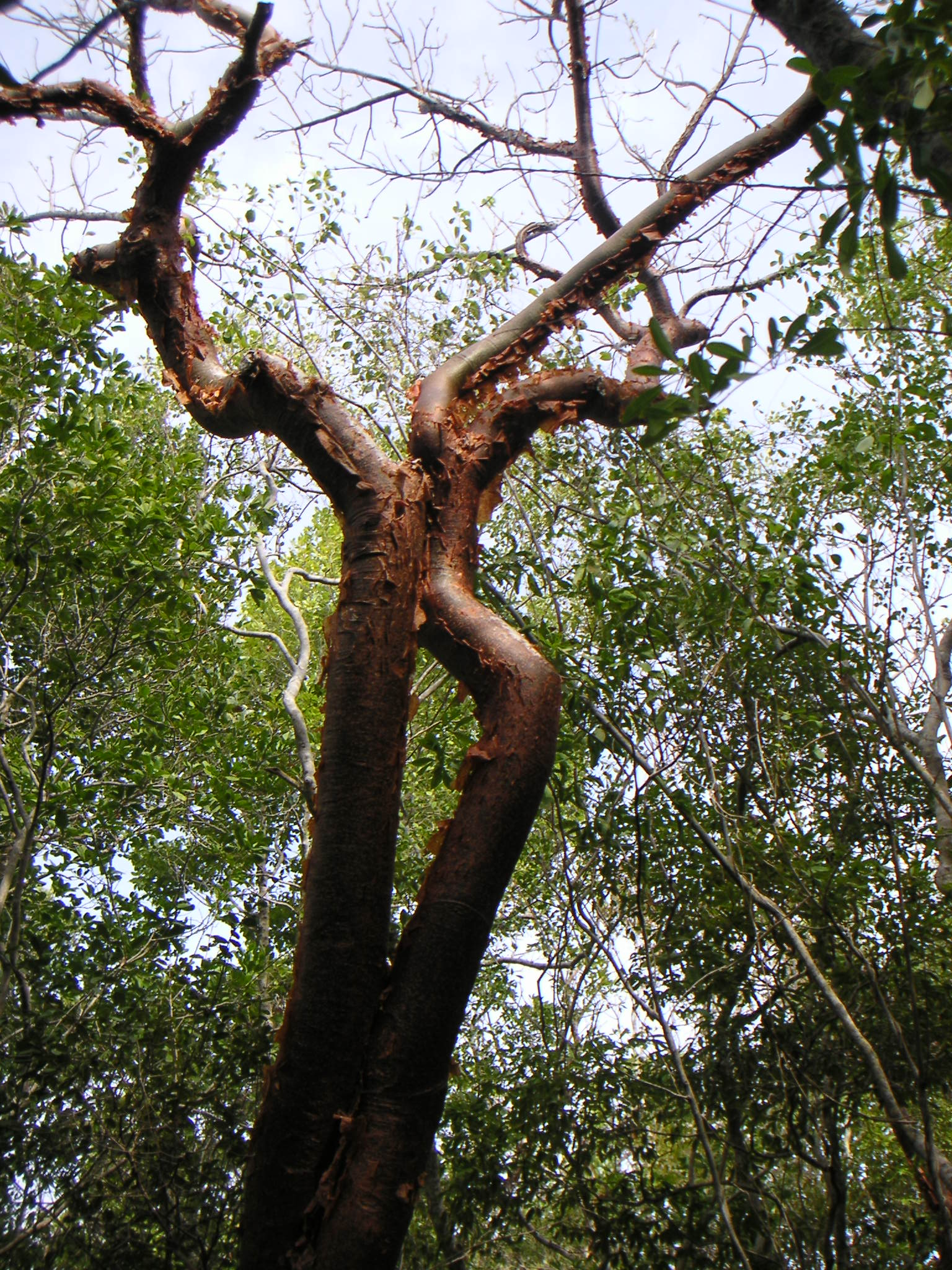
Weißgummibaum
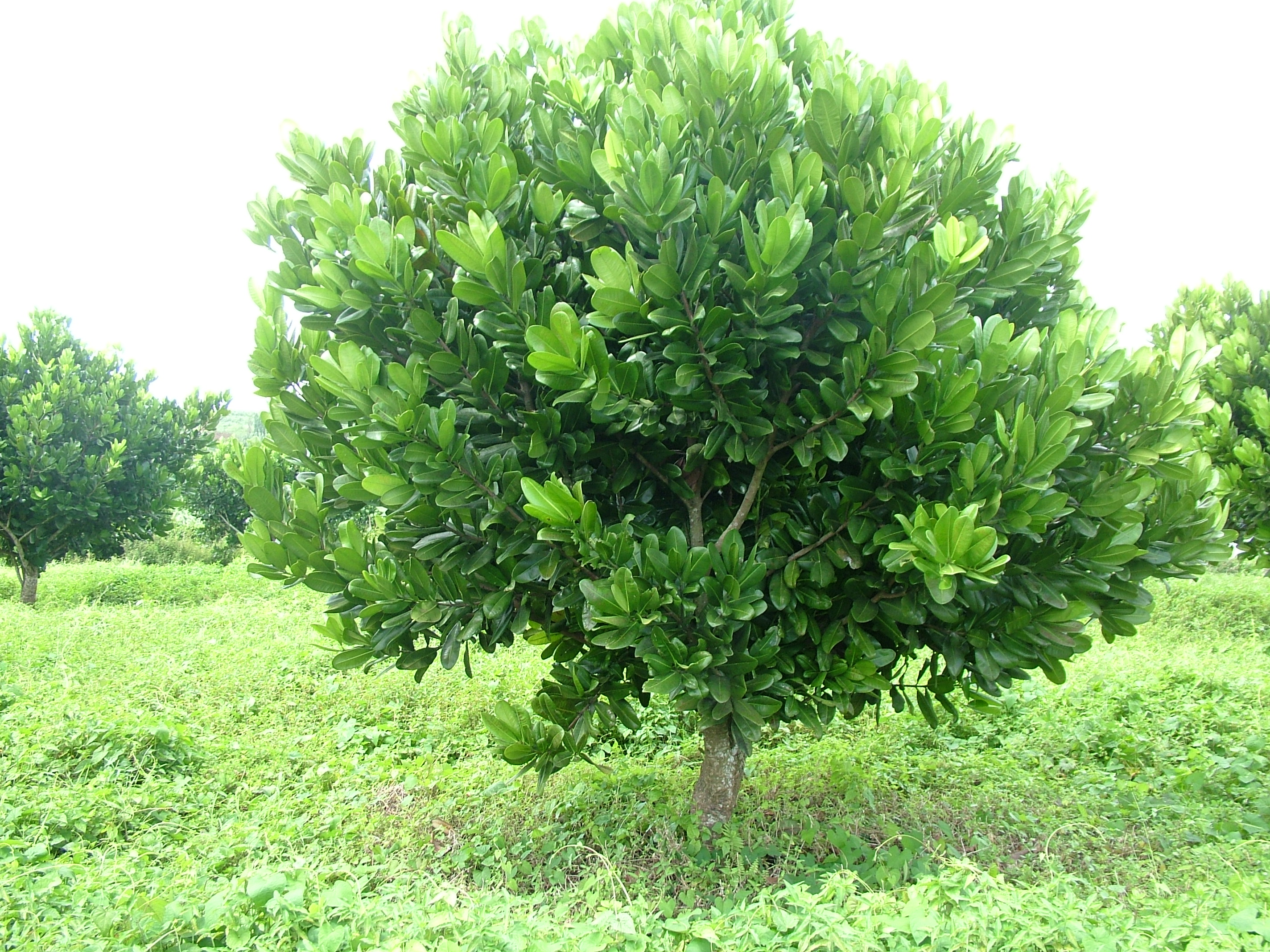
Mammiapfel

Die Tierwelt ist vielfältig. Hier findet sich ein Habitat für viele Vogelarten, u. a. für die Antillentaube, den Zuckervogel, die Küstentaube, das Sperlingstäubchen, den Gold-Waldsänger, den Buntfalken sowie die auf der Roten Liste gefährdeter Arten stehende Schnurrbart-Erdtaube. Auch sind hier u. a. der auf den Kleinen Antillen endemische Grüne Inselleguan und die gefährdete, auf Saba und Sint Eustatius endemische Natter Alsophis rufiventris zu finden.

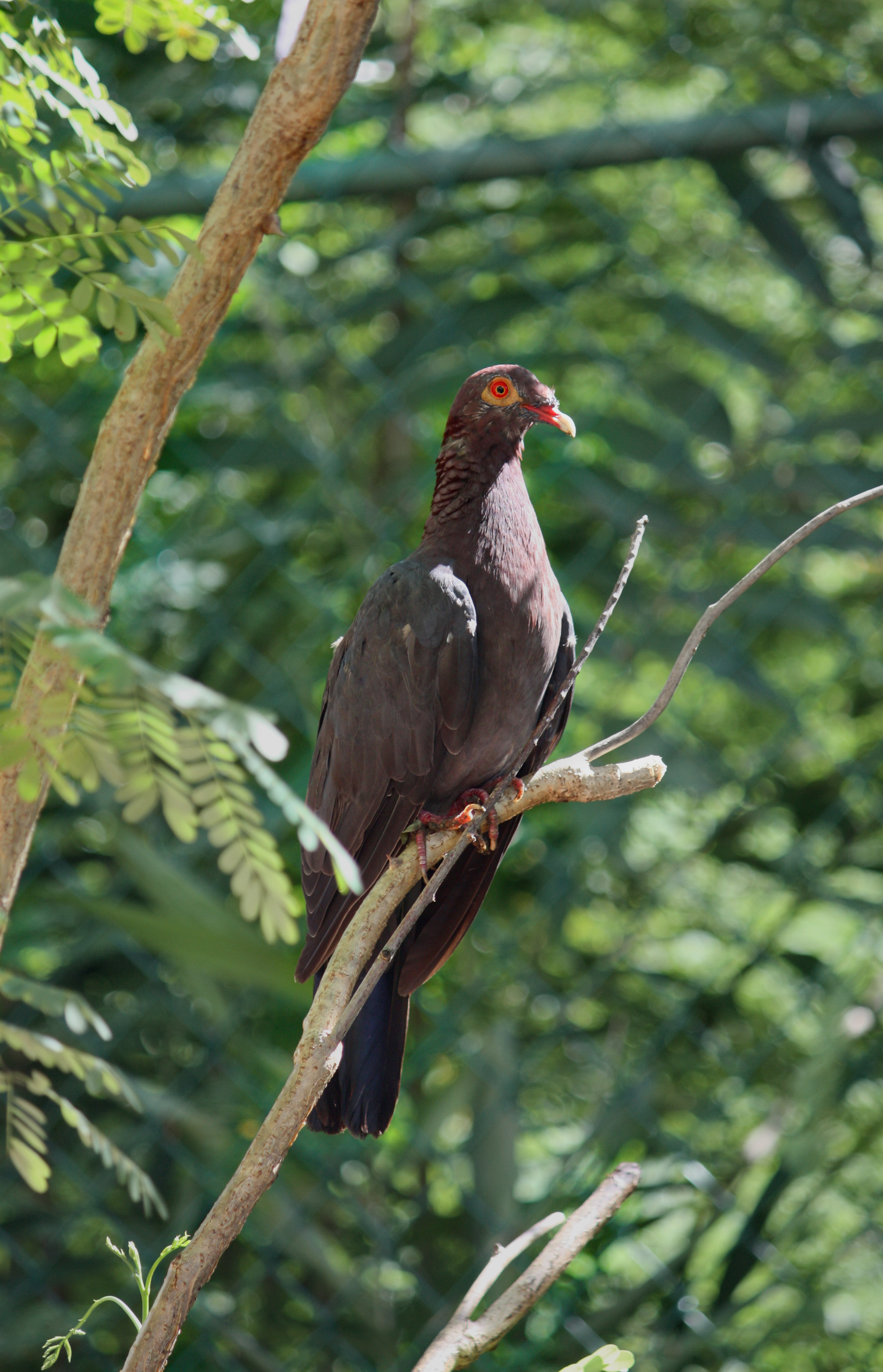
Antillentaube
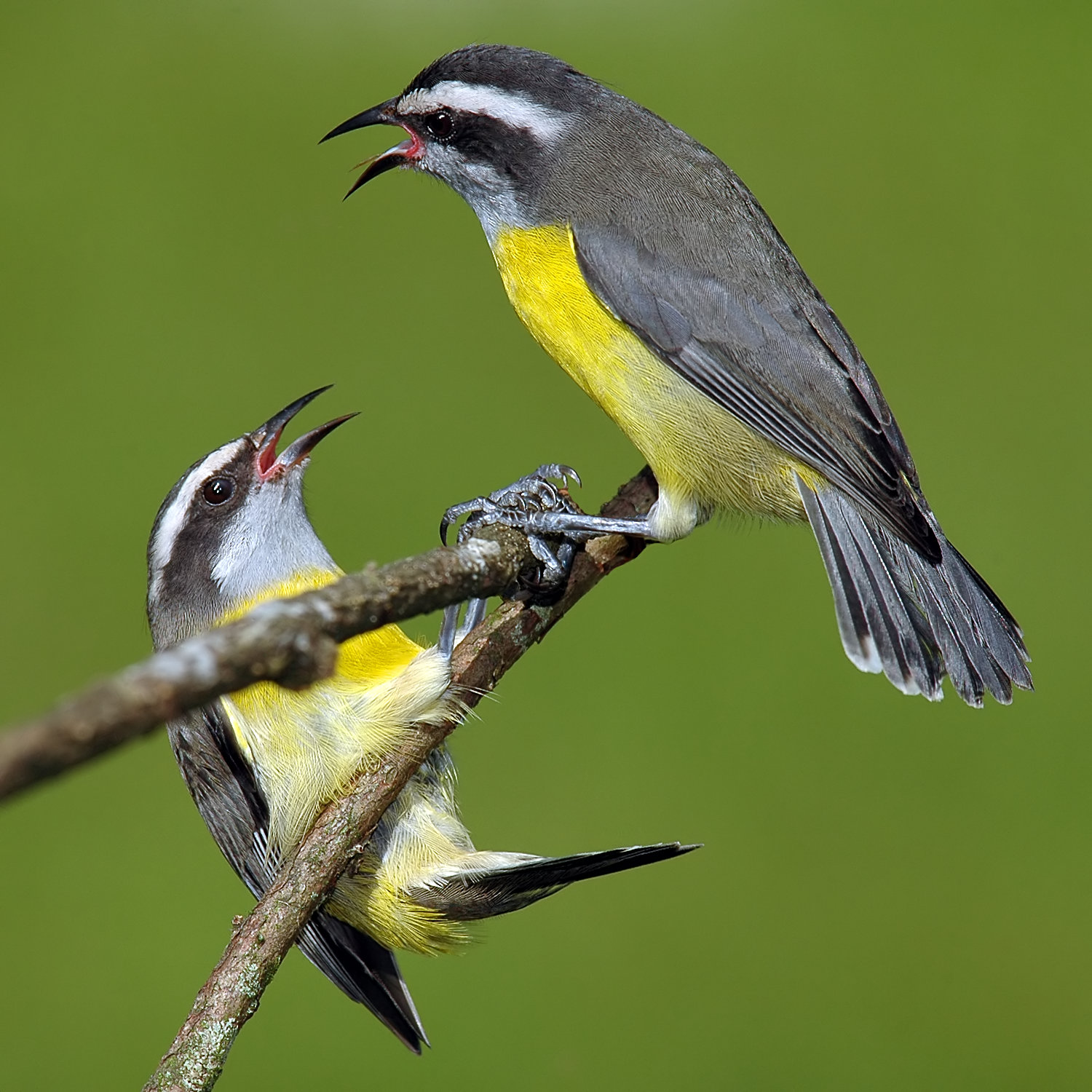
Zuckervogel
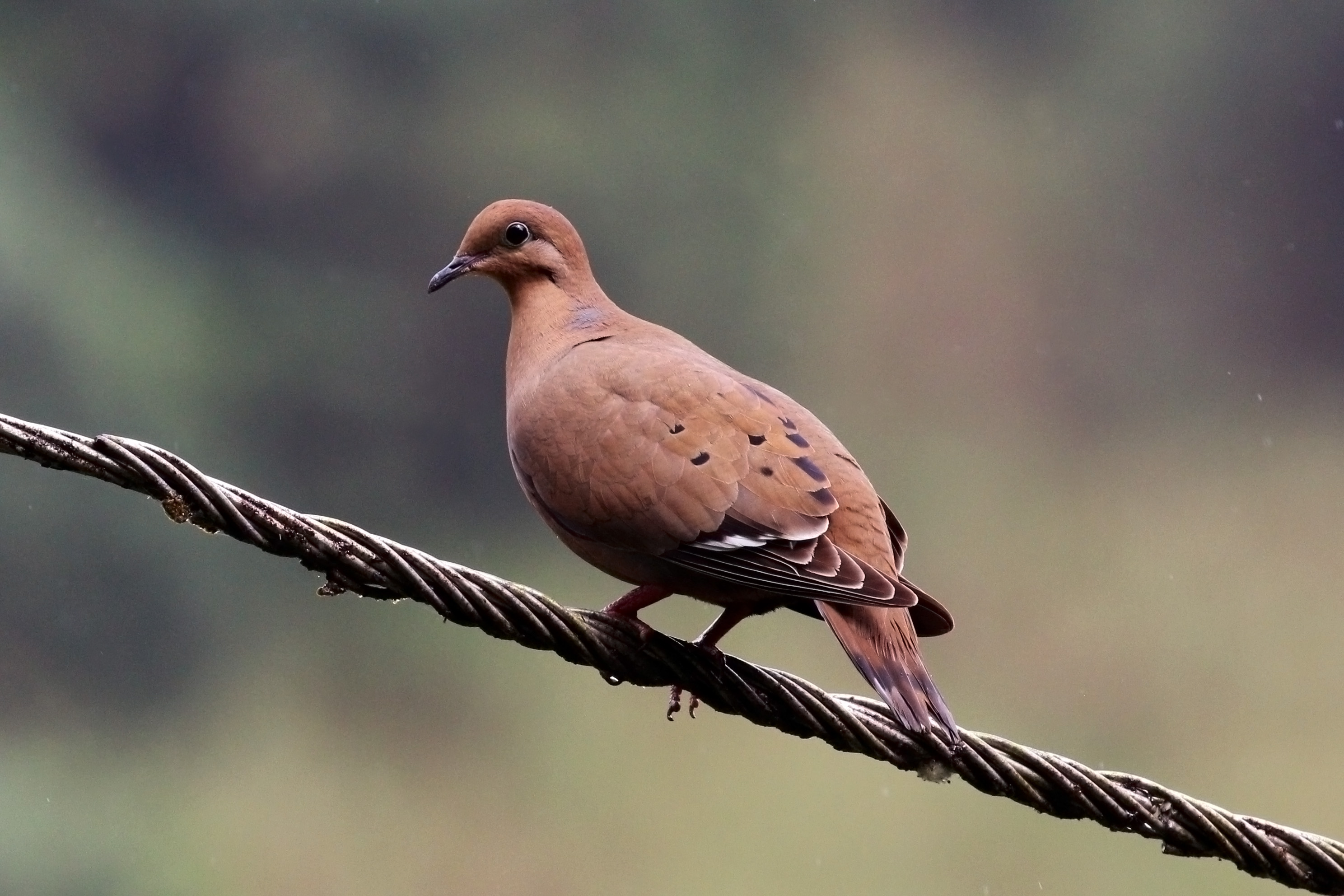
Küstentaube
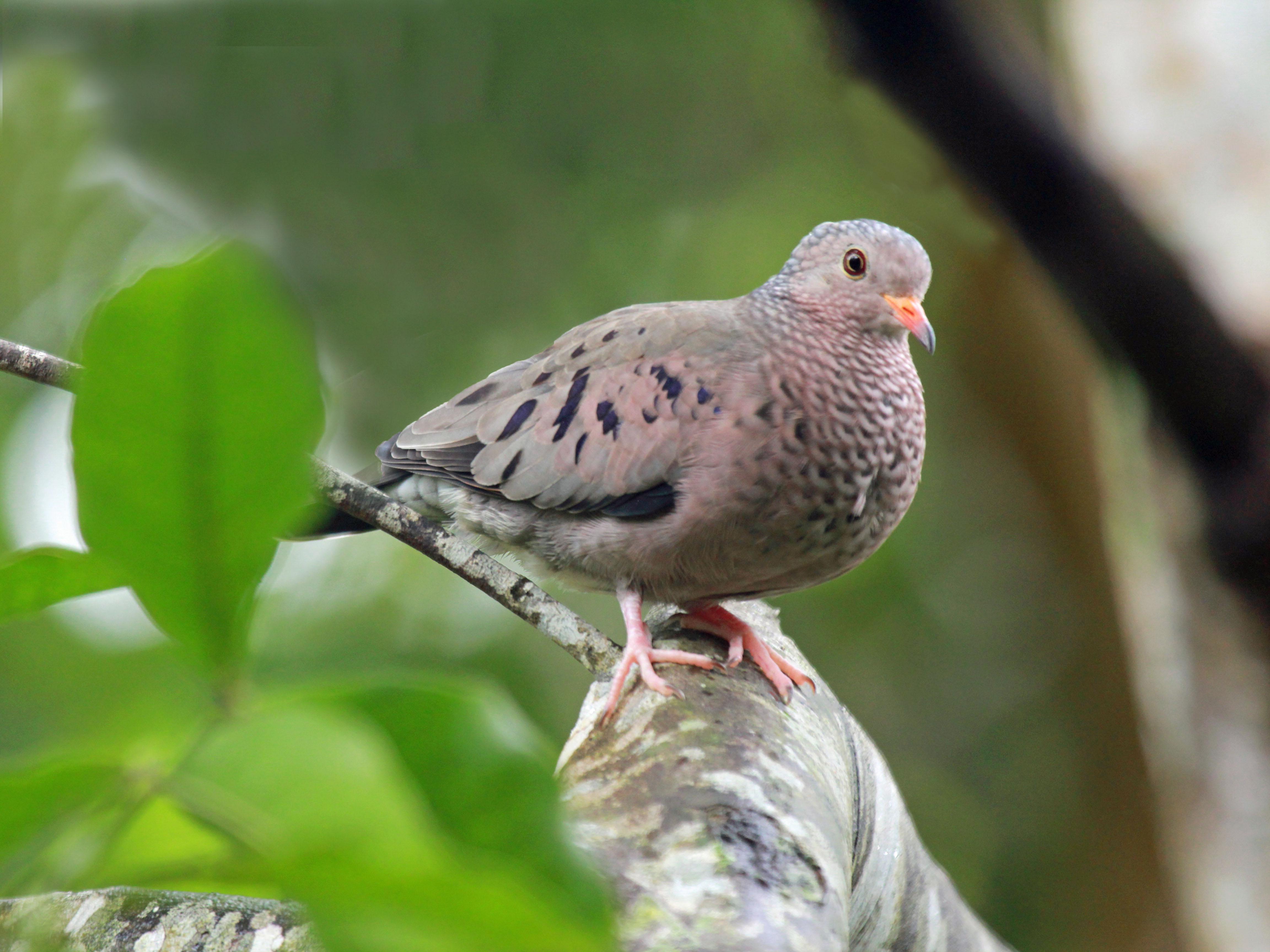
Sperlingstäubchen
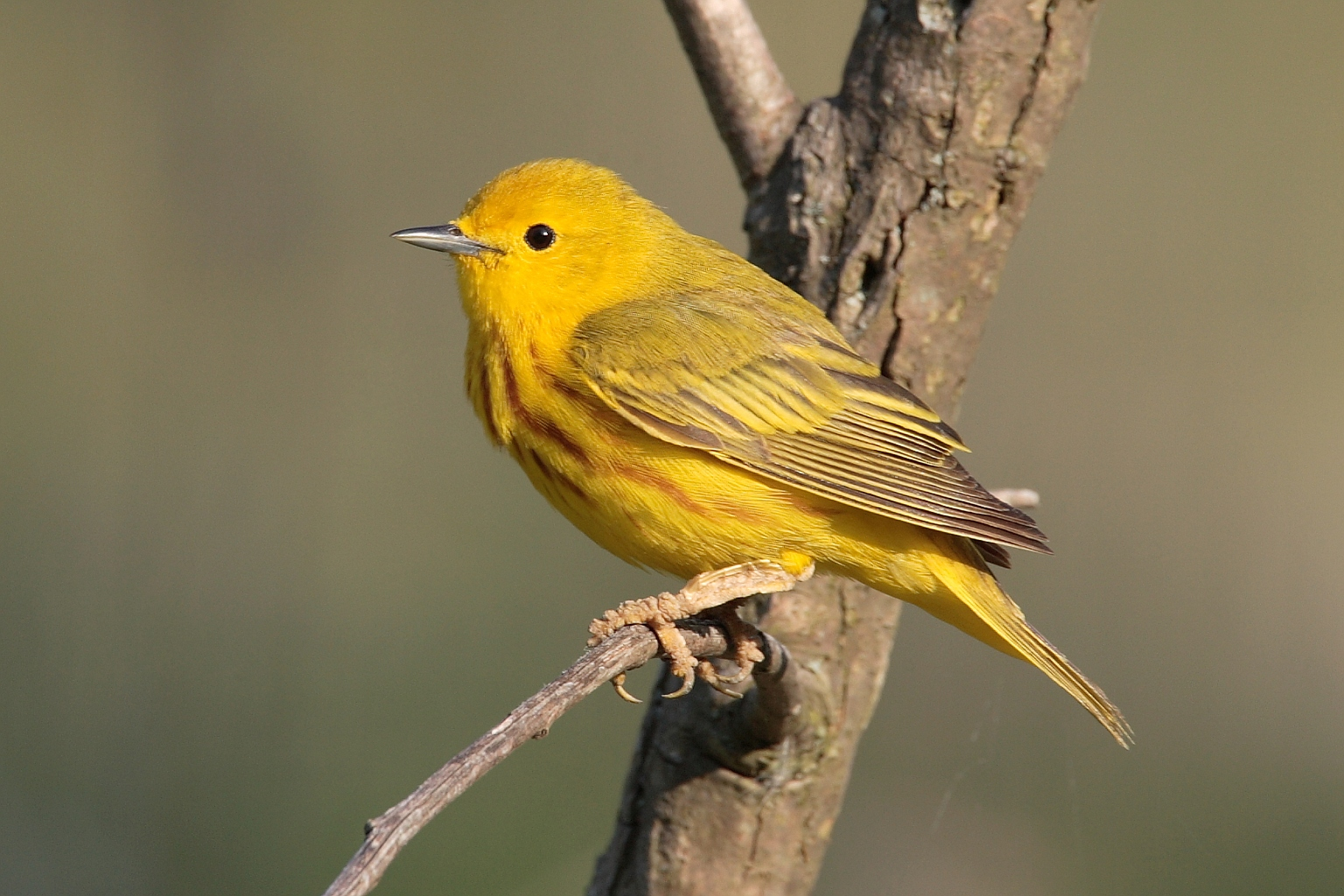
Goldwaldsänger
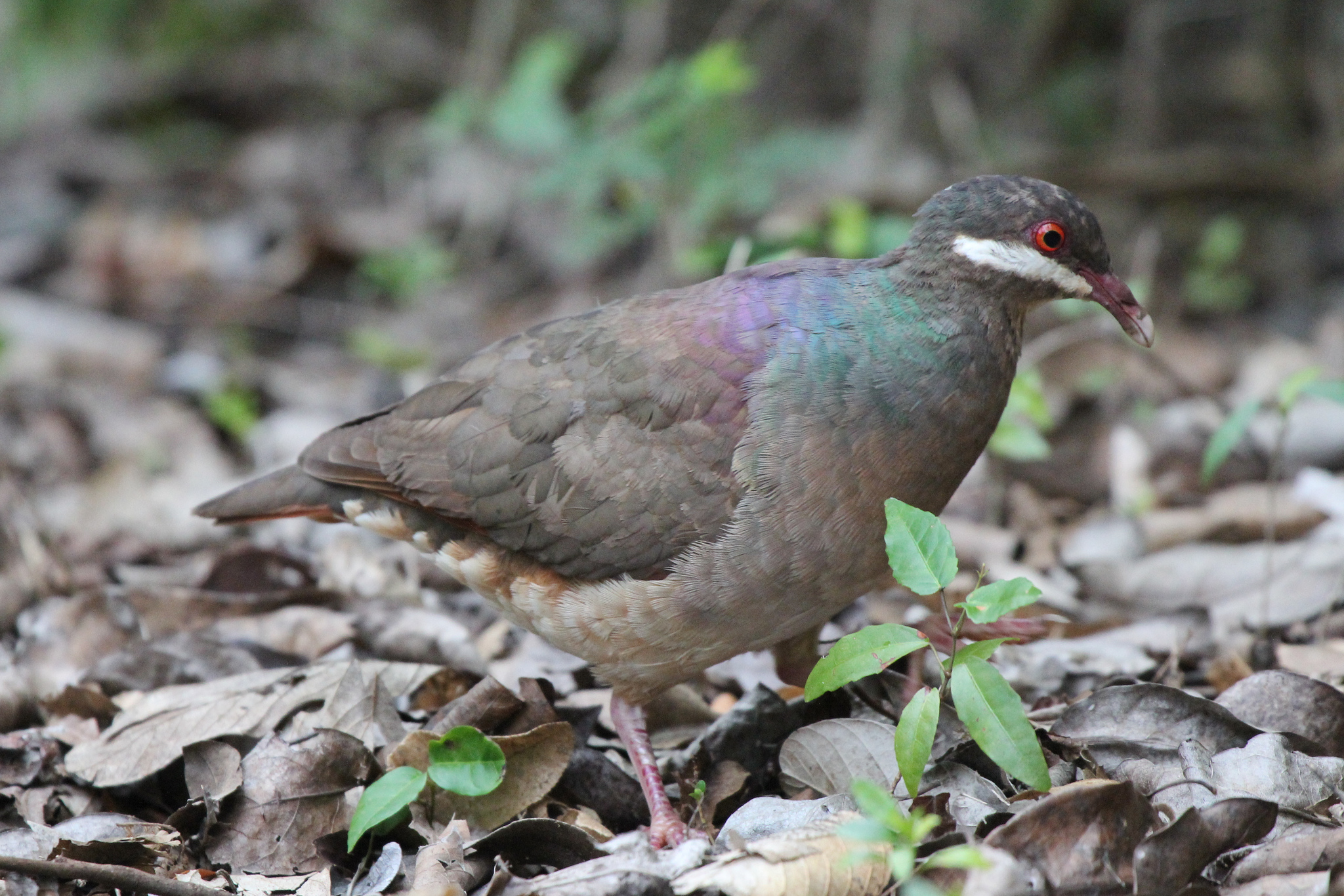
Schnurrbart-Erdtaube
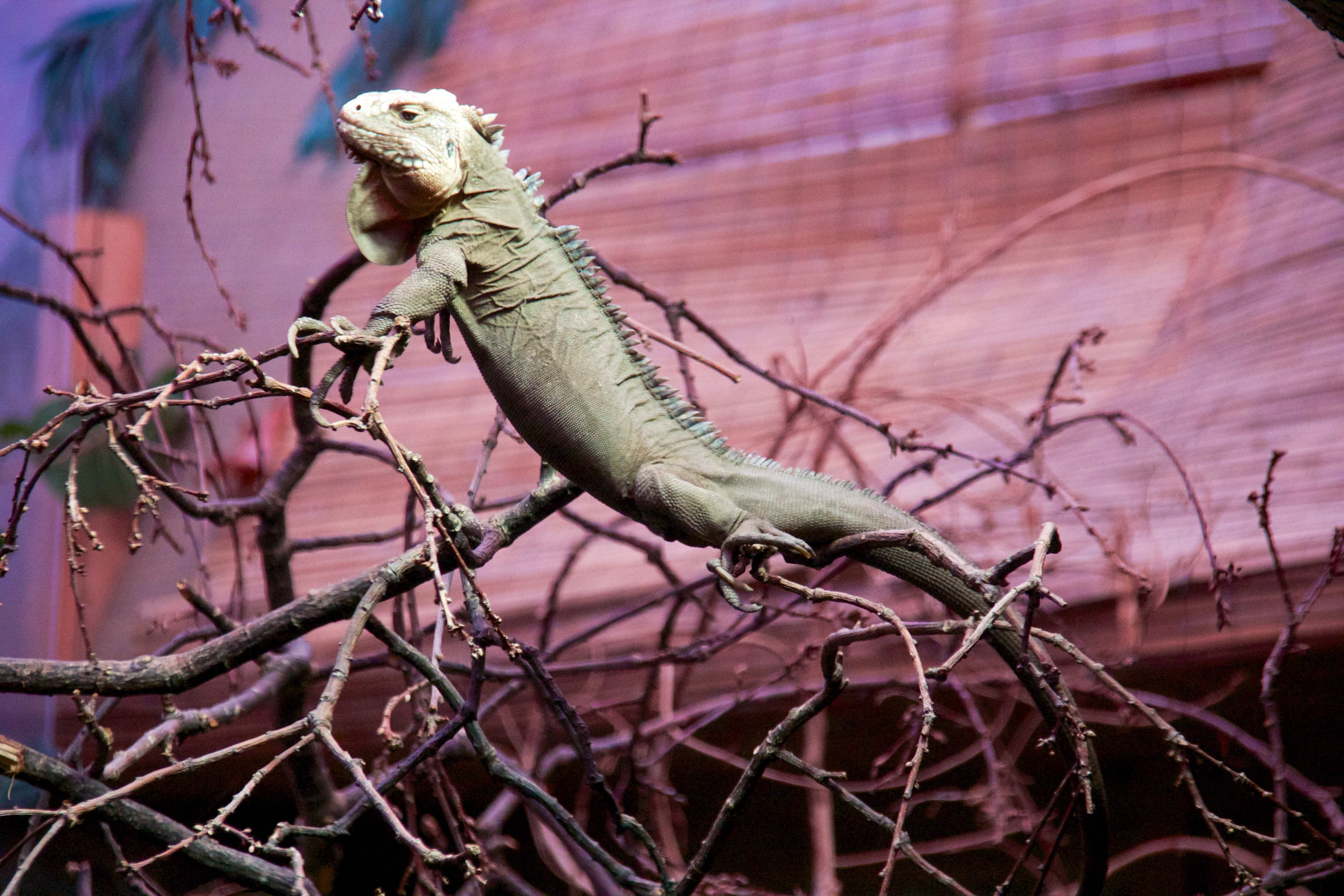
Grüner Inselleguan

## Nördlicher Teil
Der nördliche Teil (Boven National Park) hat eine Fläche von 2 km². Die durch Vulkanismus und Erosion entstandenen Hügel haben eine Höhe von etwa 175 Metern (Gilboa Hill) bis etwa 290 Metern (Boven). Die Vegetation im nördlichen Teil hatte bis zur Einrichtung des Nationalparks durch Landwirtschaft und Tierhaltung stark gelitten. Durch nunmehr starke Beschränkungen erholt sich die Vegetation inzwischen wieder. Hier sind u. a. die Schienenechse Ameiva erythrocephala und der Grüne Inselleguan sowie die Prunkwinde Ipomoea sphenophylla  und 15 Orchideenarten zu finden.